# Almanacco di Gotha
L'Almanacco di Gotha (in francese: Almanach de Gotha, in tedesco Gothaischer Hofkalender, in italiano Calendario di Gotha) è un almanacco genealogico delle case regnanti e delle più importanti famiglie aristocratiche d'Europa, pubblicato dal 1763 al 1944, e nuovamente dal 1998.
L'Almanacco deve il suo nome al luogo di pubblicazione originario, la cittadina tedesca di Gotha, già capitale del Ducato di Sassonia-Gotha-Altenburg.

## Storia
La pubblicazione di tale opera ebbe inizio nel 1763, sotto il regno di Federico III di Sassonia-Gotha-Altenburg, su iniziativa di Johann Christian Dieterich, il quale tuttavia riprese l'idea di redigere un almanacco di corte da Emanuel Christoph Klüpfel. Dal 1775 venne stampata da Carl Wilhelm Ettinger. In seguito i diritti di stampa vennero acquisiti per un periodo quindicennale da Justus Perthes, già socio in affari di Ettinger e fondatore eponimo della casa editrice Justus Perthes Verlag. Solo a partire dal 1816, tuttavia, il nome della casa editrice poté apparire sulle edizioni dell'opera. L'Almanacco vide la sua struttura e i suoi contenuti evolversi ed espandersi, includendo, oltre ad informazioni dettagliate relative alle case regnanti europee, anche informazioni su famiglie aristocratiche non sovrane e sugli Ordini cavallereschi, nonché dati statistici e ragguagli su tutti i Paesi del mondo. Gli almanacchi potevano anche contenere articoli sulla gastronomia, sulla scienza e altre curiosità; agli inizi la loro fattura era ricca ed elaborata, ma successivamente la scelta tipografica divenne più sobria e gli elementi d'informazione contenuti nel manuale divennero sempre più di genere documentario e stilistico, spesso arricchiti da illustrazioni.
Fino al 1876 l'Almanacco conteneva tre sezioni principali: la prima, relativa alle famiglie sovrane; la seconda, relativa alle famiglie principesche non sovrane; le terza, relativa alle famiglie comitali immediatizzate del Sacro Romano Impero.
A partire dal 1876 la seconda e la terza sezione vennero accorpate, elevando di fatto le famiglie comitali al livello delle casate principesche. Nell'edizione del 1877 la seconda sezione venne divisa in parte A e B, la prima relativa alle famiglie mediatizzate tedesche, la seconda relativa alle famiglie principesche non tedesche e alle famiglie non mediatizzate tedesche, accentuando quindi la centralità e l'importanza della nobiltà dell'Impero tedesco.
Le pubblicazioni dell'opera vennero interrotte nel 1944, allorquando la città di Gotha passò sotto il controllo dell'Armata Rossa, che distrusse sistematicamente gli archivi dell'Almanacco. Nel periodo compreso tra il 1763 e il 1944 vennero pubblicate 181 edizioni dell'opera. Tra il 1951 e il 2013 un diverso editore tedesco, C. A. Starke Verlag, ha pubblicato un almanacco che per molti versi riprende gli elementi dell'originale, noto come Genealogisches Handbuch des Adels. Nel 2015 un nuovo testo di riferimento, il Gothaisches Genealogisches Handbuch, ha ripreso tali contenuti. Per quanto concerne l'Almanach de Gotha, una nuova casa editrice costituita ad hoc, la "Almanach de Gotha Limited", ottenne nel 1995 i diritti di stampa dagli eredi della famiglia di Julius Perthes, ristabilendo le pubblicazioni nel 1998; il nuovo Almanacco tuttavia è stato criticato per le imprecisioni e gli scadenti standard editoriali.

## Influenze culturali
Negli anni il termine gotha, per estensione, ha assunto il significato de il meglio, l'élite di un determinato settore di attività, in particolare nel linguaggio giornalistico. Per esempio: il gotha della finanza, del cinema; entrare nel gotha dell'industria.